# Montearagón (kommunhuvudort)
Montearagón är en kommunhuvudort i Spanien.   Den ligger i provinsen Toledo och regionen Kastilien-La Mancha, i den centrala delen av landet, 90 km sydväst om huvudstaden Madrid. Montearagón ligger 432 meter över havet och antalet invånare är 499.
Terrängen runt Montearagón är platt. Runt Montearagón är det ganska tätbefolkat, med 78 invånare per kvadratkilometer. Närmaste större samhälle är Talavera de la Reina, 16,9 km väster om Montearagón. Trakten runt Montearagón består till största delen av jordbruksmark.